# 북평동
북평동(北坪洞)은 대한민국 강원특별자치도 동해시의 행정동이다.

## 개요
북평동은 도시, 농촌, 어촌의 성격을 공유한 복합도시로 1차산업 48%, 2차산업 29%, 3차산업 23%에 이른다. 북평산업단지(783천평) 소재지이며 인근에 국제 무역항인 동해항이 위치한다. 관광 유원지로서 만경대 등 지역 문화재가 다수 있으며, 일출의 명소 추암 해금강(촛대바위: 동해시 최동단) 및 해수욕장이 있다. 추암해수욕장 인근에 추암역이 위치하고 있어 바다열차가 운행된다. 북평민속 5일장이 매 3일, 8일 개장한다.

## 법정동
- 북평동 (北坪洞)
- 구미동 (九美洞)
- 추암동 (湫岩洞)
- 구호동 (九湖洞)
- 대구동 (大口洞)
- 호현동 (虎峴洞)
- 내동 (內洞)
- 단봉동 (丹鳳洞)
- 지가동 (池柯洞)
- 이도동 (梨島洞)
- 귀운동 (歸雲洞)

## 주거
| 단지명                | 건설사     | 시행사       | 주소                   | 입주        | 비고 |
| --------------------- | ---------- | ------------ | ---------------------- | ----------- | ---- |
| 동해 코아루 더 스카이 | ㈜영동건설 | 한국토지신탁 | 동해대로 4833 (이도동) | 2019년 12월 |      |

## 교육
- 북평여자중학교
- 북평초등학교